# Mária-oszlop (Kolozsvár)

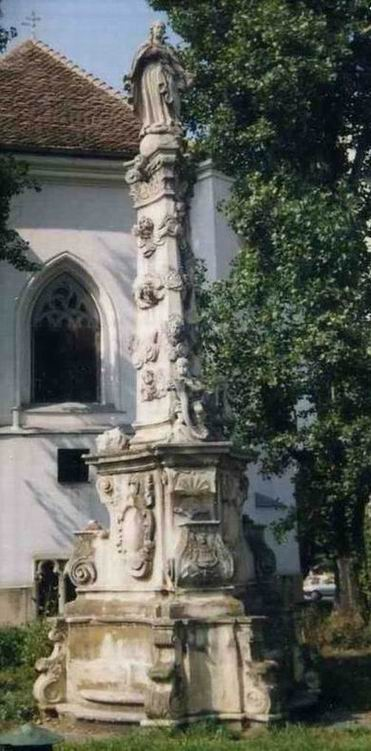
A Mária-oszlop a Szentpéteri templom mögött

A kolozsvári Mária-oszlop egy barokk fogadalmi szobor, Erdély második legrégibb köztéri szobra (Nagyszeben után).

## Története
Eredetileg a piarista templom előtti téren, a Beltorda (ma Egyetem) és Farkas (ma Kogălniceanu) utcák találkozásánál állt. A szobrot 1744-ben Kornis Antal főkormányszéki tanácsos és felesége Petky Anna állíttatta, hálaadományként  az 1738 óta tartó pestisjárvány elmúltakor. A szobrot Anton Schuchbauer osztrák szobrászművész készítette.
Az oszlop tetején  egy Mária-szobor áll. Egykor alacsony, kőbábos kerítés övezte a talpazatot. A szobor 1944-ben megrongálódott. A kőbábos kerítést az 1950-es években kőoszlopok közé illesztett vasrács pótolta‚ s néhány fa is nőtt a kerítés mellett. Az 1950-es évek ideológiai viszonyai közt „zavaróan” hatott az egyetem előtti Mária-szobor‚ és akadályozta a közlekedést is‚ úgyhogy miután 1957-ben szakszerűen restaurálták‚ 1959-ben szétszedték és a ferences templomban raktározták.
A szobor 1961-ben került a Szentpéteri templom elé, ezt követően állaga sokat romlott.
2022-ben lebontották a szobrot, majd 2023-ban eredeti helyén állították fel. Mivel a szoborelemek súlyosan sérültek, ezeket múzeumban helyezték el, és a köztéren található eredeti talapzatra ezek hiteles másolata került.